# Maitane Etxeberria Martínez
Maitane Etxeberria Martínez (geboren am 15. Januar 1997 in Lezo) ist eine spanische Handballspielerin. Sie wird auf der Position Rechtsaußen eingesetzt.

## Vereinskarriere
Die 1,68 Meter große Spielerin, die auf der Position Rechtsaußen eingesetzt wird, spielt bei BM Bera Bera. Mit dem Verein gewann sie mehrfach die spanische Meisterschaft, den Pokal und den Supercup.
Sie spielte auch in europäischen Vereinswettbewerben, so im EHF-Pokal und der EHF Champions League, sie gewann im Jahr 2021 den EHF European Cup.

## Auswahlmannschaften
Etxeberria spielte erstmals am 5. November 2011 mit der promesas selección für eine spanische Auswahl.
Von März 2013 bis Juli 2014 absolvierte sie 18 Spiele mit der spanischen Jugendauswahl, dabei erzielte sie 59 Tore. Mit dieser Auswahl nahm sie auch an der U-17-Europameisterschaft 2013 teil.
Ab März 2014 in der Auswahl der Juniorinnen eingesetzt, nahm sie auch an der U-19-Europameisterschaft 2015 und der U-20-Weltmeisterschaft 2016 teil. Bis Juli 2016 bestritt sie insgesamt 38 Einsätze im spanischen Dress und erzielte dabei 95 Tore.
Ihren ersten Einsatz in einem Länderspiel mit der spanischen A-Nationalmannschaft bestritt sie am 17. März 2017. Sie stand im spanischen Aufgebot bei der Weltmeisterschaft 2017 (11. Platz), der Weltmeisterschaft 2019 (2. Platz), der Weltmeisterschaft 2021 (4. Platz), der Europameisterschaft 2022 (9. Platz) und der Weltmeisterschaft 2023. Bei den Mittelmeerspielen 2018 gewann sie mit der spanischen Auswahl die Goldmedaille. Sie stand auch für das olympische Handballturnier 2024 im spanischen Aufgebot.

## Erfolge
- Gewinn der spanischen Meisterschaft (2014, 2015, 2016, 2018, 2020, 2021)
- Gewinn des spanischen Pokalwettbewerbs (2014, 2016, 2019, 2023)
- Gewinn des spanischen Supercups (2014, 2015, 2016, 2017, 2019)
- Gewinn des EHF European Cups